# یوزمیتی فورکس (کالیفرنیا)
یوسمایت فورکس (به انگلیسی: Yosemite Forks) یک منطقهٔ مسکونی در ایالات متحده آمریکا است که در شهرستان مادرا، کالیفرنیا واقع شده‌است. یوسمایت فورکس ۸۸۶ متر بالاتر از سطح دریا واقع شده‌است.